# Cesonia leechi
Espèce
Cesonia leechi est une espèce d'araignées aranéomorphes de la famille des Gnaphosidae.

## Distribution
Cette espèce est endémique de Basse-Californie du Sud au Mexique,. Elle se rencontre vers Todos Santos.

## Description
Le mâle holotype mesure 3,46 mm et la femelle paratype 5,15 mm.

## Étymologie
Cette espèce est nommée en l'honneur de Hugh Bosdin Leech.

## Publication originale
- Platnick & Shadab, 1980 : A revision of the spider genus Cesonia (Araneae, Gnaphosidae). Bulletin of the American Museum of Natural History, no 165, p. 337-385 (texte intégral).